# Chance (Maryland)
Chance es un lugar designado por el censo ubicado en el condado de Somerset en el estado estadounidense de Maryland. En el Censo de 2010 tenía una población de 353 habitantes y una densidad poblacional de 52,77 personas por km².

## Geografía
Chance se encuentra ubicado en las coordenadas 38°10′41″N 75°56′20″O / 38.17806, -75.93889. Según la Oficina del Censo de los Estados Unidos, Chance tiene una superficie total de 6.69 km², de la cual 4.33 km² corresponden a tierra firme y (35.35%) 2.36 km² es agua.

## Demografía
Según el censo de 2010, había 353 personas residiendo en Chance. La densidad de población era de 52,77 hab./km². De los 353 habitantes, Chance estaba compuesto por el 79.04% blancos, el 18.7% eran afroamericanos, el 0.28% eran amerindios, el 0.57% eran asiáticos, el 0% eran isleños del Pacífico, el 1.13% eran de otras razas y el 0.28% pertenecían a dos o más razas. Del total de la población el 0.57% eran hispanos o latinos de cualquier raza.